# Pietrar cu glugă albă
Pietrarul cu glugă albă (Oenanthe monacha) este o pasăre din categoria păsărilor-pietrar, din familia Muscicapidae. Specia se găsește în peisaje deșertice din Sudan până în Pakistan, cu o singură descoperire în Europa.

## Caracteristici

### Aspect
Pietrarul cu glugă albă este o pasăre colorată alb-negru, relativ mare, cu o lungime a corpului de 15,5–17 centimetri. Are cap mare, cioc lung, coadă și aripi, dar picioare scurte. Creștetul capului și burta albă contrastează cu fața, spatele și gâtul negru. Coada și târtița sunt albe cu pene centrale negre ale cozii.
Cuibul este construit într-o crăpătură de stâncă, unde femela depune 3–6 ouă. Se hrănește cu insecte, pe care adesea le prinde în zbor. Sunetul său este un fluierat, iar cântecul este un zgomot aspru.

## Galerie

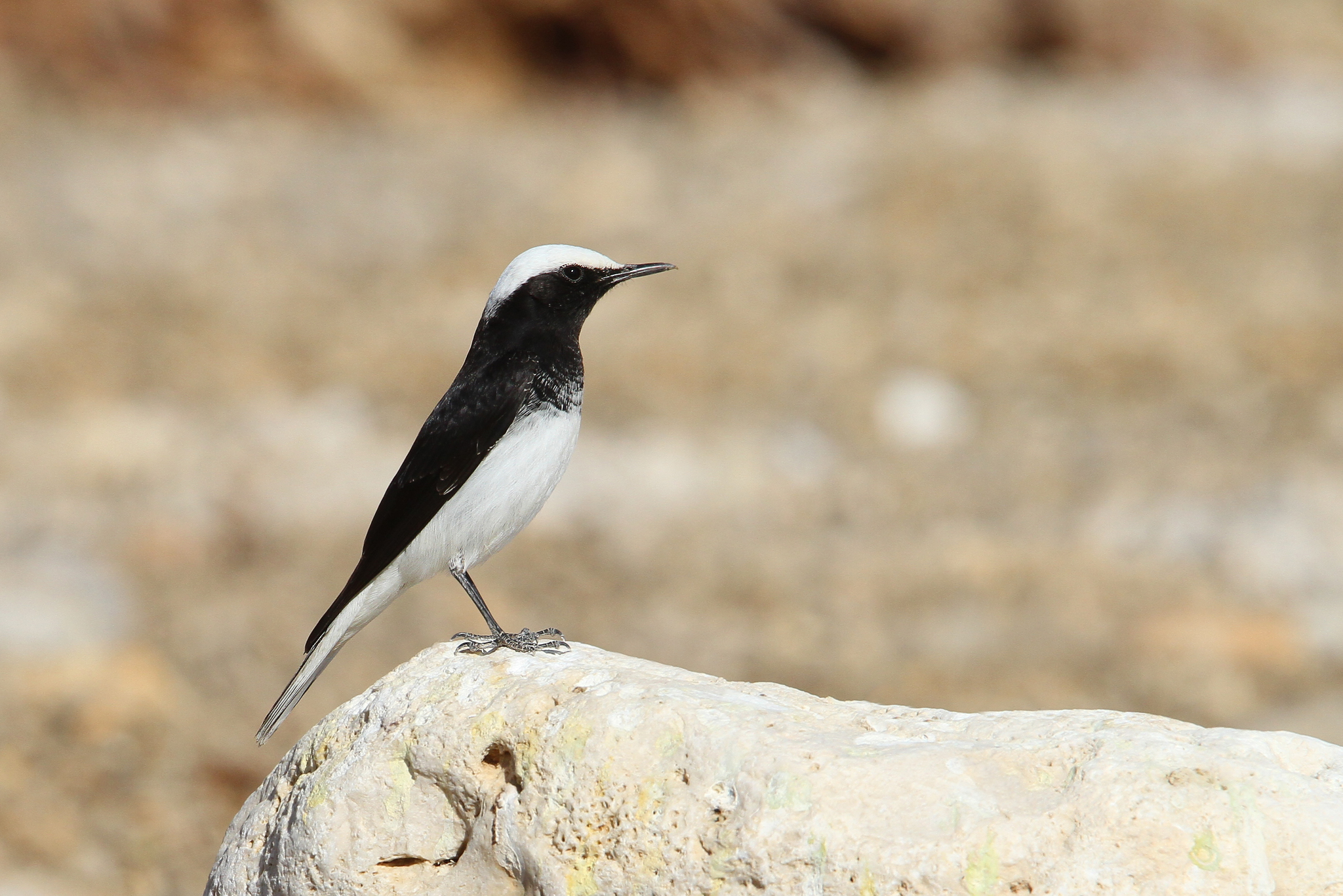
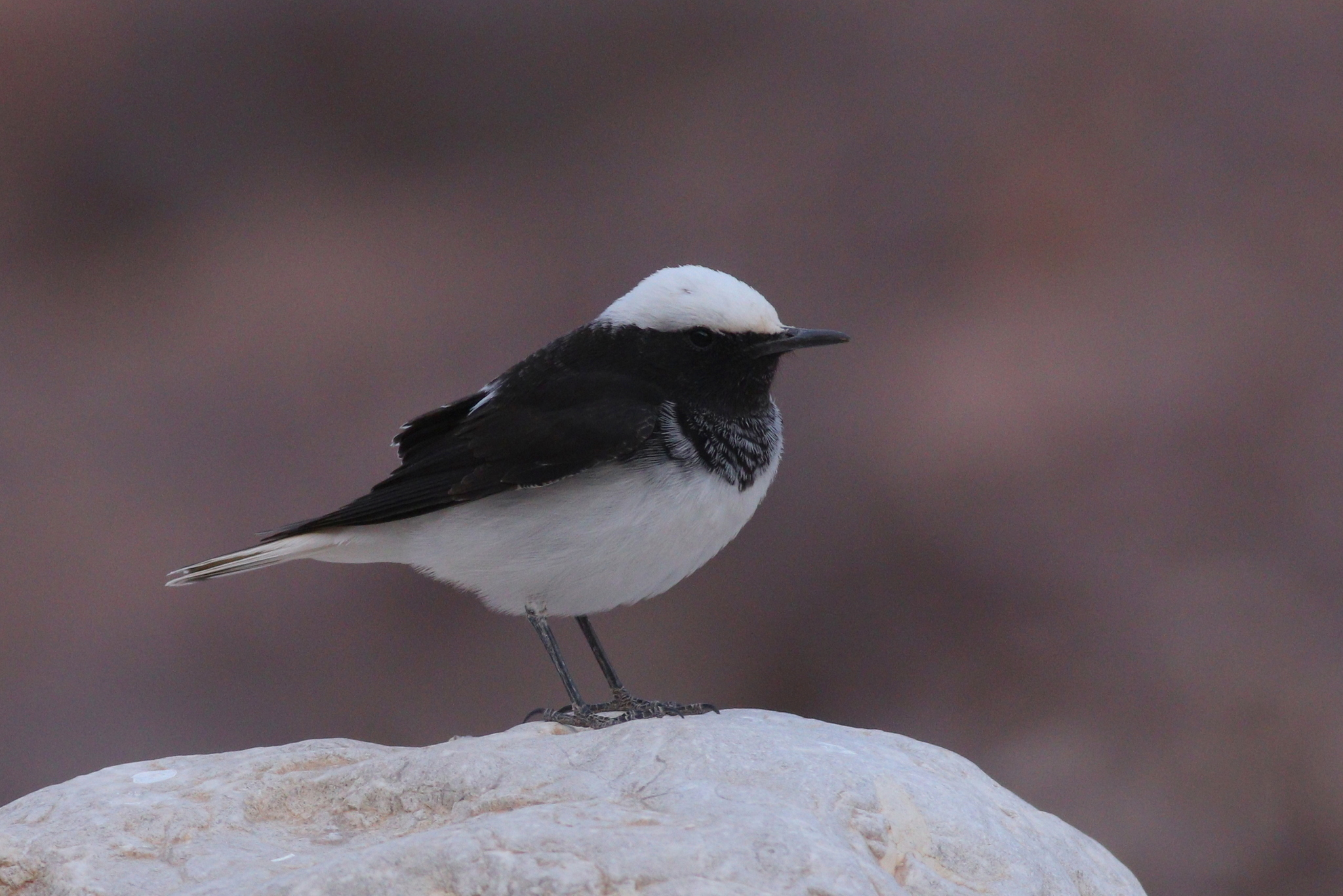
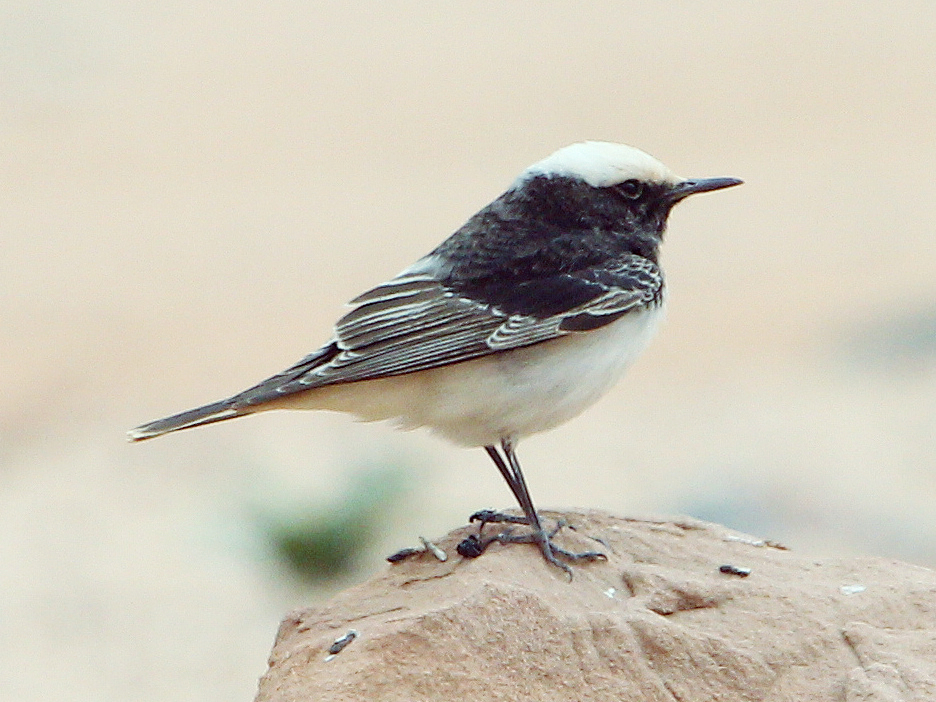